# For a Woman's Honor (film 1919)
For a Woman's Honor è un film muto del 1919 diretto da Park Frame.

## Produzione
Il film fu prodotto dalla Jesse D. Hampton Productions.

## Distribuzione
Distribuito dalla Robertson-Cole Distributing Corporation e Exhibitors Mutual Distributing Company, il film uscì nelle sale cinematografiche USA il 14 settembre 1919.